# Podatek akcyzowy

Dochody finansów publicznych, w % PKB, z akcyzy. Dla tych danych, wariancja PKB na głowę z parytetem siły nabywczej (PPP) jest wyjaśniona w 2% przez wpływy z akcyzy.

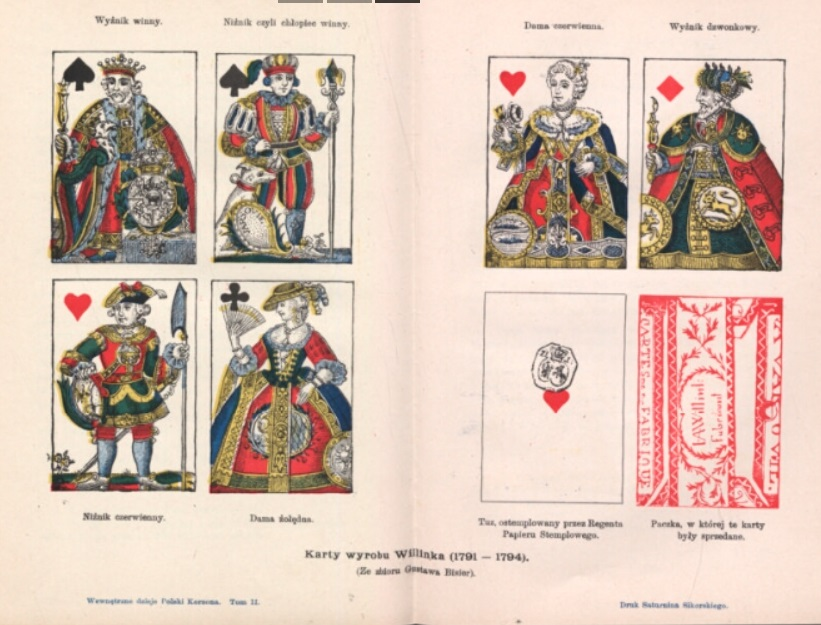
Karty do gry są obłożone podatkiem akcyzowym. Na asie kier widać pieczątkę

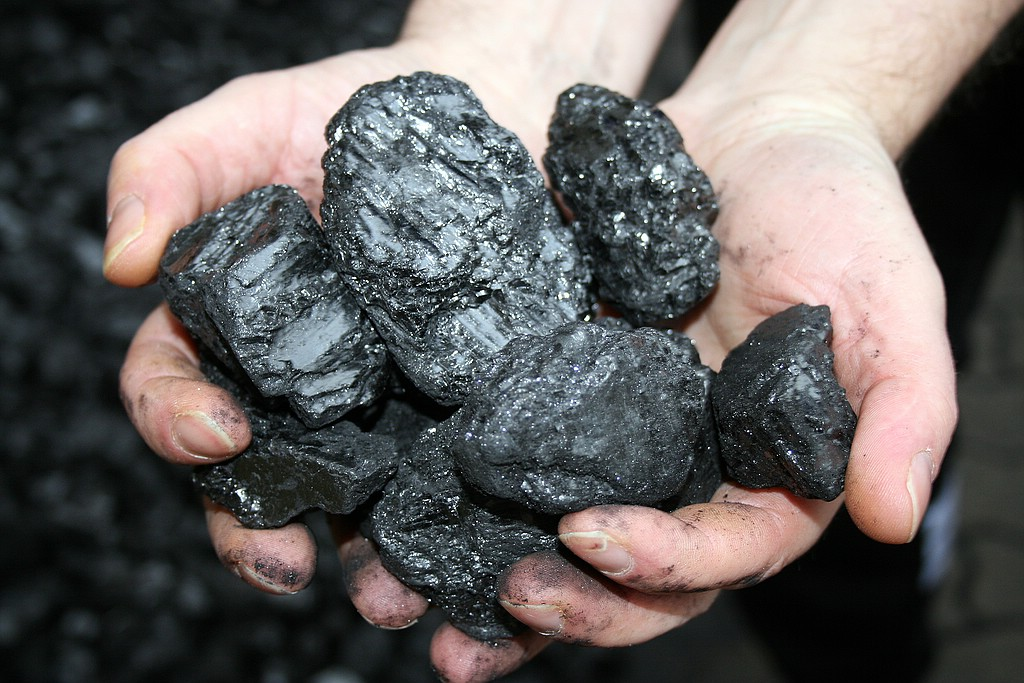
Stawka podatku akcyzowego została zryczałtowana i wynosi dla wyrobów węglowych 1,28 zł/1 GJ, czyli kwota akcyzy na tonę węgla kamiennego wynosi 30,46 zł netto, 37,47 zł brutto

Podatek akcyzowy (Akcyza, z łac. accisia) – podatek pośredni nakładany na niektóre wyroby konsumpcyjne.
Akcyza jest nakładana na dobra, aby ograniczyć ich spożycie lub ze względu na wysoką akumulację zysku (niskie koszty produkcji, a wysokie spożycie). Obecnie stała się obszernym i łatwym wpływem pieniędzy dla budżetu państwa poprzez nakładanie na tzw. dobra infrastrukturalne (energia, paliwa itp.) lub konsumowane na masową skalę (np. używki).

## Cel akcyzy
Wprowadzenie podatku akcyzowego ma zadanie restrykcyjne. Dodatkowe obłożenie podatkiem ma za zadanie zmniejszyć popyt na wybrane przez państwo produkty, najczęściej wyroby tytoniowe, napoje alkoholowe, wyroby ropopochodne. W niektórych przypadkach, kiedy produkt składa się z względnie tanich surowców, a jego szkodliwość dla zdrowia jest wysoka, akcyza może stanowić bardzo wysoką część ceny końcowej. W wielu państwach europejskich akcyza na produkty tytoniowe dochodzi do 75% ceny końcowej.

## Akcyza w Unii Europejskiej
W krajach Unii Europejskiej podatek akcyzowy od niektórych wyrobów podlega harmonizacji (wyroby akcyzowe niezharmonizowane to m.in. samochody, kosmetyki, futra, broń palna, perfumy i dezodoranty, karty do gry itp.), co oznacza wspólne zasady produkcji, przemieszczania i przechowywania wyrobów akcyzowych oraz wymiaru i poboru akcyzy od tych wyrobów. Stawki akcyzy na poszczególne wyroby są określane przez poszczególne państwa członkowskie, nie mogą one jednak być niższe od poziomów ustalonych w dyrektywach.
Opodatkowaniu akcyzą podlegają następujące kategorie wyrobów:
- produkty energetyczne (ogólnie wszystkie wyroby służące dla celów napędowych lub grzewczych),
- energia elektryczna,
- napoje alkoholowe (piwo, wino, produkty pośrednie, wyroby spirytusowe),
- wyroby tytoniowe (papierosy, tytoń do palenia).

Stawki akcyzy wyrażone są w:
- kwocie na jednostkę wyrobu (paliwa, alkohol, energia elektryczna),
- procencie maksymalnej ceny detalicznej (wyroby tytoniowe),
- procencie ceny wyrobu (tylko wyroby „niezharmonizowane”).

Przykładowo: benzyna silnikowa podlega stawce 1565 zł/1000 l w, wódka – 4960 zł/100 l od 100% alkoholu etylowego zawartego w produkcie, wino – 158 zł/100 l, olej opałowy (prawidłowo zabarwiony, oznaczony znacznikiem fiskalnym i sprzedawany na cel opałowy) – 232 zł/1000 l (stan na dzień 1 stycznia 2007 r.).
Produkcja wyrobów akcyzowych z reguły odbywa się w składzie podatkowym (wyjątkiem jest np. domowy wyrób wina lub piwa na własny użytek), czyli miejscu posiadającym autoryzację odpowiednich władz podatkowych danego kraju. W takiej sytuacji pobór akcyzy podlega zawieszeniu. Zawieszenie poboru akcyzy może być stosowane również w odniesieniu do przemieszczania oraz magazynowania produktów akcyzowych. Podatek staje się wymagalny w momencie zakończenia procedury zawieszenia poboru akcyzy, przez co zasadniczo rozumie się wyprowadzenie towarów na rynek.
Powyższe zasady nie odnoszą się jednak do wyrobów „niezharmonizowanych”, w stosunku do których akcyza jest wymagalna w związku z ich sprzedażą w Polsce, importem albo przywozem z innego kraju Unii Europejskiej.
Cechą charakterystyczną podatku akcyzowego jest jednofazowy charakter jego poboru. W ujęciu modelowym przyjmuje się, iż podatek akcyzowy powinien być przerzucany w cenie na kolejnych odbiorców i ostatecznie powinien obciążyć konsumenta. W praktyce jednak przerzucenie podatku może nie nastąpić, gdy podatnik akcyzy ze względu na sytuacje na rynku jest zmuszony do poniesienia jego części (np. w wyniku występującej dużej konkurencji między producentami wyrobów opodatkowanych akcyzą).
Niektóre wyroby akcyzowe podlegają obowiązkowi oznaczania znakami akcyzy (banderolami), które umieszcza się na jednostkowych opakowaniach produktów. Są to napoje alkoholowe (oprócz piwa) oraz wyroby tytoniowe.

### Podatek akcyzowy w Polsce
Powyższe zasady opodatkowania akcyzą zostały wprowadzone w związku ze wstąpieniem Polski do Unii Europejskiej od 1 maja 2004 r. i dokonały zasadniczego przekształcenia regulacji wcześniej obowiązujących w zakresie podatku akcyzowego.

#### Historia
W Polsce podatek akcyzowy istniał od momentu odzyskania niepodległości. W dwudziestoleciu międzywojennym akcyzą były objęte m.in. cukier, piwo, napoje winne, oleje mineralne, drożdże, kwas octowy, energia elektryczna i ubój zwierząt.
Zastosowania podatku akcyzowego uległo zahamowaniu po II wojnie światowej. Wprawdzie w 1947 r. została dokonana kodyfikacja prawa akcyzowego (dekret z 3 lutego 1947 r. prawo akcyzowe (Dz.U. z 1947 r. nr 29, poz. 122)), jednak już w 1948 r. podatek akcyzowy został zastąpiony przez powszechny podatek obrotowy. Podatek akcyzowy został przywrócony na mocy ustawy z 8 stycznia 1993 o podatku od towarów i usług oraz podatku akcyzowym.
W III RP został wprowadzony przez ustawę z dnia 8 stycznia 1993 r. o podatku od towarów i usług oraz o podatku akcyzowym (Dz.U. z 1993 r. nr 11, poz. 50). Jednak konieczność harmonizacji polskiego prawa podatkowego z prawem UE zmusiła polskiego ustawodawcę do uregulowania tej kwestii w nowej ustawie o podatku akcyzowym z dnia 23 stycznia 2004 roku (Dz.U. z 2004 r. nr 29, poz. 257).
Polskie przepisy do 28 lutego 2009 r., podobnie jak innych krajów UE, przewidywały specyficzne regulacje krajowe dotyczące opodatkowania akcyzą innych produktów określanych jako wyroby akcyzowe niezharmonizowane, m.in. niektórych kosmetyków – oraz samochodów osobowych przed pierwszą rejestracją (Odejście od jednofazowego charakteru akcyzy. W całej UE z reguły akcyzę płaci się tylko raz, wyjątkiem jest obrót samochodami osobowymi przed pierwszą rejestracją w Polsce. W tym przypadku obowiązek podatkowy powstaje podczas każdej sprzedaży takiego pojazdu). Zasady wymiaru i poboru podatku od tych wyrobów wynikają wyłącznie z krajowych, autonomicznych regulacji, do których nie ma zastosowania system akcyzy unijnej. W innych krajach UE akcyzą objęta jest nawet woda mineralna.

#### Akcyza od samochodów
W Polsce akcyza od samochodów osobowych wyliczana jest w zależności od pojemności silnika:
1) do 2000 cm³ – podatek akcyzowy wynosi 3,1% od wartości rynkowej samochodu z systemu Eurotax,
2) powyżej 2000 cm³– podatek akcyzowy wynosi 18,6% od wartości rynkowej z systemu Eurotax.
Akcyza na alkohol
W Polsce wysokość stawek akcyzy jest regulowana ustawowo. Decyzją rządu akcyza na wyroby alkoholowe jest systematycznie podwyższana od 2022 roku. Od 2022 do 2024 roku akcyza na napoje alkoholowe wzrosła w Polsce o 20 proc., a zgodnie z akcyzową mapą drogową ma być podnoszona jeszcze o 5 proc. rocznie do 2027 roku. Głównym celem podwyżek jest ograniczenie konsumpcji substancji uznanych za szkodliwe dla zdrowia oraz zwiększenie dochodów budżetowych państwa.
Wzrost stawek akcyzy przekłada się na wyższe kwoty produktów m.in. piwa, wina i wódki. Według obliczeń ZPPPS akcyza i podatek VAT stanowią 72 proc. ceny półlitrowej butelki wódki. Wpływy z akcyzy od napojów alkoholowych są nieproporcjonalne do struktury spożycia. Piwo odpowiada za 26 proc. całkowitej akcyzy, przy konsumpcji alkoholu wynoszącej 54 proc. Z kolei alkohole mocne generują 70 proc. dochodów do budżetu państwa z tytułu akcyzy przy spożyciu alkoholu na poziomie 38 proc.  
W 2022-2023 roku odnotowano spadek produkcji wyrobów spirytusowych. W 2022 spadła o 5,4 proc., a w 2023 r. o 14,7 proc. Podwyżka cen alkoholi skłania część konsumentów do sięgania po tańsze zamienniki pochodzące z nielegalnych źródeł tzw. szarej strefy. Stanowi ona poważne zagrożenie dla zdrowia i bezpieczeństwa ludzi oraz prowadzi do strat dla budżetu państwa, szacowanych na około 1,3 miliarda złotych rocznie. 

#### Źródła prawa
- Ustawa z 23 stycznia 2004 o podatku akcyzowym (Dz.U. z 2004 r. nr 29, poz. 257) obowiązująca od 1 maja 2004 do 28 lutego 2009
- Ustawa z 6 grudnia 2008 o podatku akcyzowym (Dz.U. z 2025 r. poz. 126) obowiązująca od 1 marca 2009